# Diocesi di Cattaro

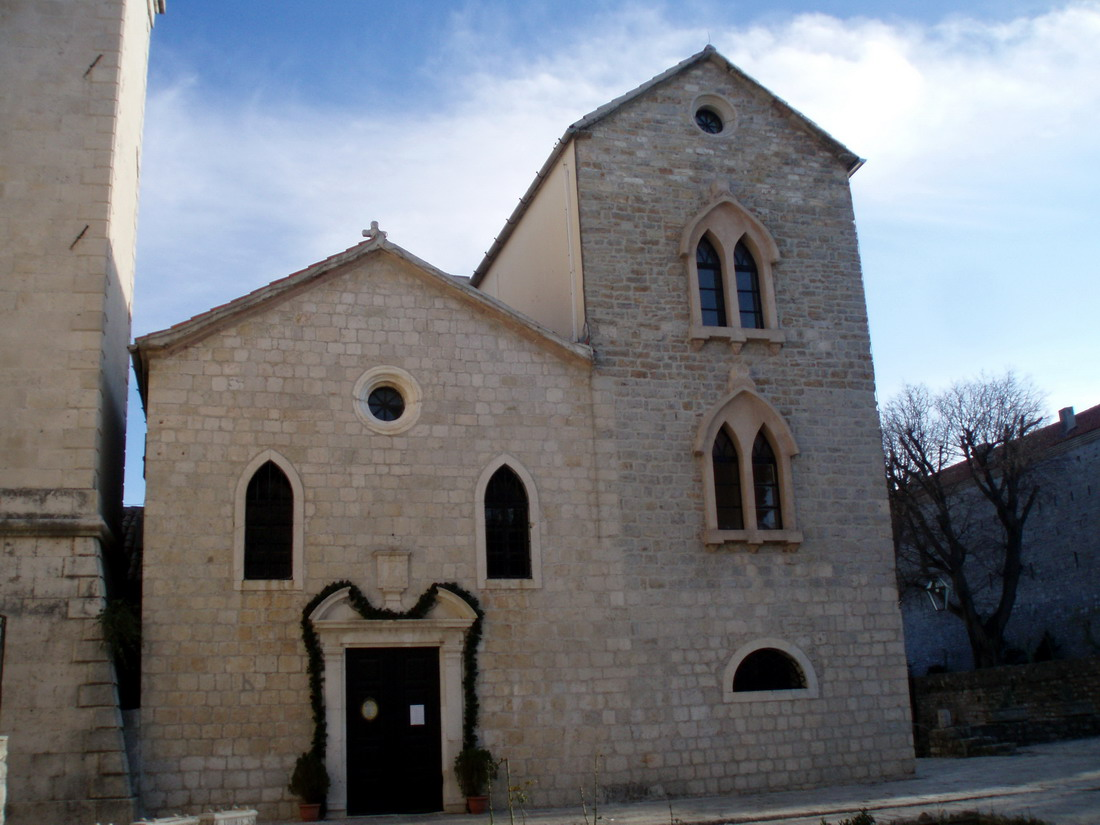
L'ex cattedrale della diocesi di Budua.

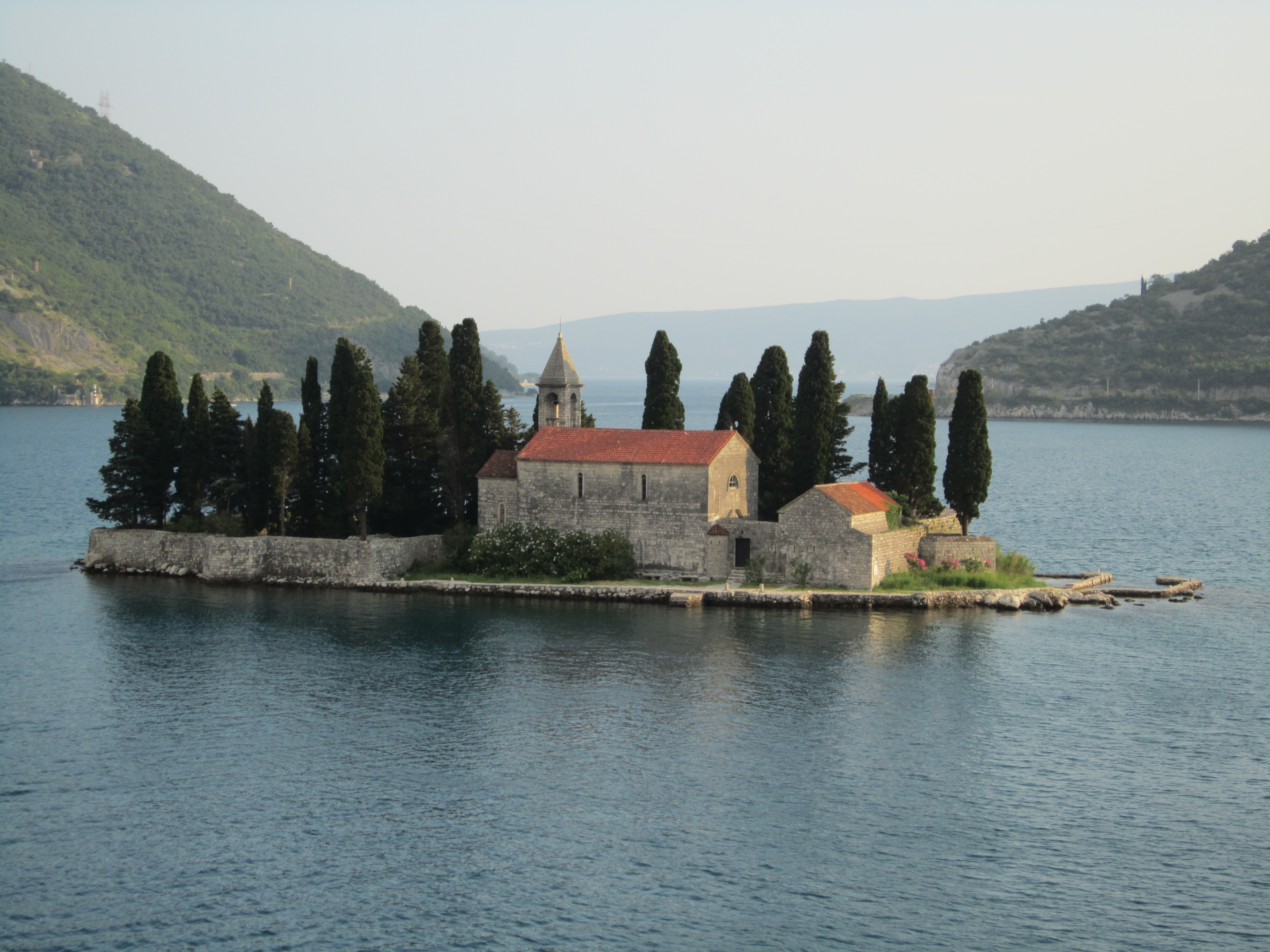
Il monastero benedettino dell'isola di San Giorgio nelle bocche di Cattaro.

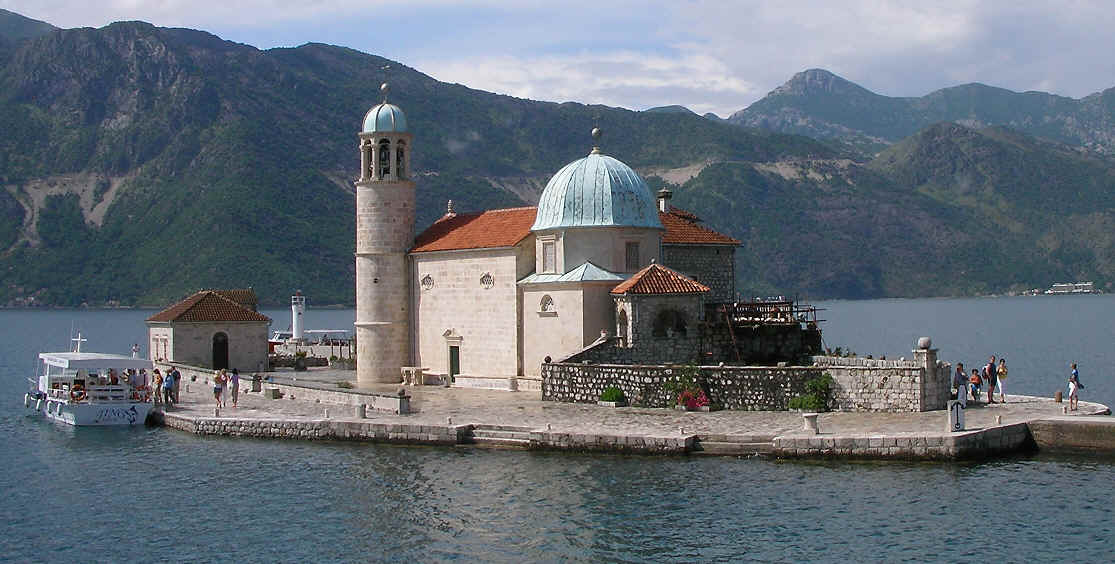
Il santuario della Madonna dello Scalpello sull'isola omonima nelle bocche di Cattaro.

La diocesi di Cattaro (in latino Dioecesis Catharensis) è una sede della Chiesa cattolica in Montenegro suffraganea dell'arcidiocesi di Spalato-Macarsca. Nel 2023 contava 6.527 battezzati su 97.353 abitanti. È retta dal vescovo Mladen Vukšić, O.F.M.

## Territorio
La diocesi comprende i comuni montenegrini di Cattaro, Castelnuovo, Budua e Teodo (contrassegnati in rosa nella mappa a destra).
Sede vescovile è la città di Cattaro, dove si trova la cattedrale di San Trifone. Nel territorio diocesano si trova anche la chiesa di San Giovanni Battista, antica cattedrale della diocesi di Budua.
Il territorio si estende su 674 km² ed è suddiviso in 4 decanati e 25 parrocchie.

## Storia
La diocesi di Cattaro fu eretta attorno al V-VI secolo. Il primo vescovo documentato è Giovanni, il cui nome appare in alcune liste del concilio di Nicea del 787 come episkopos Dekatera. La diocesi è menzionata anche nei sinodi di Spalato del 925 e del 927/928, dove Cattaro appare tra le suffraganee dell'arcidiocesi spalatina.
Nelle lotte e nelle controversie per la supremazia sulla Chiesa dalmata e illirica, nel corso dell'XI e del XII secolo, la diocesi di Cattaro è documentata come suffraganea o di Ragusa o di Antivari. Nel 1172 entrò a far parte della provincia ecclesiastica di Bari, a cui rimase annessa fino ai primi decenni dell'Ottocento.
Attorno al XV secolo, Cattaro incorporò il territorio della soppressa diocesi di Risano.
Il 30 giugno 1828 con la bolla Locum beati Petri di papa Leone XII divenne suffraganea dell'arcidiocesi di Zara; contestualmente incorporò il territorio dell'antica diocesi di Budua.
Il 27 luglio 1969 è stata ristabilita la provincia ecclesiastica di Spalato-Macarsca, di cui Cattaro è divenuta suffraganea.

## Cronotassi dei vescovi
Si omettono i periodi di sede vacante non superiori ai 2 anni o non storicamente accertati.
- Giovanni † (menzionato nel 787)
- Anonimo † (menzionato nell'877)[4]
- Anonimo † (menzionato nel 1030 o 1033)[5]
- Grimaldo † (menzionato nel 1090)
- Ursacio † (menzionato nel 1124)
- Niceforo I † (prima del 1141 - dopo il 1153)
- Malone † (1154 - dopo il 1166)
- Niceforo II † (circa 1170 - 1178 deceduto)
- Maione † (1179 - ?)
- Buschio † (prima del 1181 - dopo il 1191)
- Michele † (circa 1200 - ?)
- Bergio (o Sergio) † (menzionato nel 1205)
- Biagio † (prima del 1220 - dopo il 1239)
- Deodato † (menzionato nel 1247)
- Centiberio † (prima del 1249 - 1255 deceduto)
- Marco (o Mario) † (circa 1260 - dopo il 1271)
- Doimo I † (1280 - circa 1328 deceduto)
- Sergio I † (10 ottobre 1328 - 15 aprile 1331 nominato vescovo di Pola)
- Raimondo Agonti de Clareto, O.Carm. † (15 aprile 1331 - 17 agosto 1334 nominato vescovo di Venosa)
- Tommaso da Ripatransone, O.P. † (17 agosto 1334 - 1343 dimesso)
- Sergio II † (27 ottobre 1343 - ? deceduto)
- Bartolomeo † (14 luglio 1348 - 30 gennaio 1349 nominato vescovo di Traù)
- Adamo † (24 luglio 1349 - circa 1352 deceduto)
- Doimo II, O.F.M. † (25 ottobre 1352 - circa 1368 deceduto)
- Bernardo I † (29 aprile 1374 - ?)
- Giovanni † (1375 - ?)
- Bartolomeo Vanni, O.E.S.A. † (1388 - 5 febbraio 1395 nominato vescovo di Calvi)
- Nicola Drago † (menzionato nel 1397 ?)
- Dionigi † (1400 - ? deceduto)
- Antonio da Bitonto, O.S.B. † (10 febbraio 1410 - circa 1421 deceduto)
- Raimondo da Viterbo, O.F.M. † (13 agosto 1421 - ? deceduto)
- Francesco Pavoni † (2 ottobre 1422 - 14 maggio 1425 nominato vescovo di Argo)
- Secondo Nani † (14 maggio 1425 - 1428/1429 deceduto)
- Martino Contarini † (10 luglio 1430 - 19 novembre 1453 nominato vescovo di Treviso)
- Bernardo da Venezia † (21 novembre 1453 - 1457 deceduto)
- Angelo Fasolo † (16 febbraio 1457 - 7 novembre 1459 nominato vescovo di Modone)
- Marco Negro † (7 novembre 1459 - 29 marzo 1471 nominato vescovo di Ossero)
- Antonio di Pago † (29 marzo 1471 - ?)
- Pietro Bruto † (circa 1471 - 1493 deceduto)
- Giovanni Chericato † (16 agosto 1493 - settembre 1513 deceduto)
- Trifone Bisanti † (2 maggio 1514 - 1540 deceduto)
- Luca Bisanti † (1540 succeduto - 1565 dimesso)
- Paolo Bisanti † (12 ottobre 1565 - 1575 dimesso)
- Franjo Župan, O.F.M.Conv. † (21 novembre 1578 - 1581 deceduto)
- Girolamo Bucchia † (20 ottobre 1581 - 1603 deceduto)
- Angelo Baroni, O.P. † (11 febbraio 1604 - 31 agosto 1611 nominato vescovo di Chioggia)
- Girolamo Rusca, O.P. † (5 dicembre 1611 - 29 aprile 1620 nominato vescovo di Capodistria)
- Giuseppe Pamphili † (15 giugno 1620 - 1622 deceduto)
- Vincenzo Bucchia (Buschio) † (5 dicembre 1622 - 1655 deceduto)
- Ivan Antun Zboronac † (24 luglio 1656 - 1688 dimesso)
- Marino Drago † (31 maggio 1688 - 3 ottobre 1708 nominato vescovo di Curzola)
- Franjo Parčić, O.P. † (6 maggio 1709 - maggio 1715 deceduto)
- Simeone Gritti † (30 marzo 1716 - 8 giugno 1718 nominato vescovo di Ferentino)
- Giacinto Zanobetti, O.P. † (27 giugno 1718 - 10 agosto 1742 deceduto)
- Vincenzo Drago † (15 luglio 1743 - 2 agosto 1744 deceduto)
- Giovanni Antonio Castelli † (7 settembre 1744 - 29 maggio 1761 dimesso)
- Stefano dell'Oglio † (19 aprile 1762 - 24 giugno 1788 deceduto)
- Giovanni Martino Bernardoni Baccolo  † (30 marzo 1789 - 5 giugno 1793 dimesso)
- Michele Spalatin  † (12 settembre 1794 - 27 giugno 1796 nominato vescovo di Sebenico)
- Francesco Pietro Raccamarich † (27 giugno 1796 - 20 luglio 1801 nominato vescovo di Ossero)
- Marco Antonio Gregorina † (28 settembre 1801 - 9 giugno 1815 deceduto)
- Stefano Paulovich-Lucich † (28 gennaio 1828 - 2 marzo 1853 deceduto)
- Vincenzo Zubranić † (7 aprile 1854 - 19 giugno 1856 nominato vescovo di Ragusa)
- Marco Calogerà † (19 giugno 1856 - 29 ottobre 1866 nominato vescovo di Spalato e Macarsca)
- Juraj Markić † (22 giugno 1868 - 3 gennaio 1879 deceduto)
- Casimiro Forlani † (12 maggio 1879 - 3 agosto 1887 deceduto)
- Trifon Radoničić † (1º giugno 1888 - prima del 18 marzo 1895 deceduto)
  - Josip Grgur Marčelić † (16 gennaio 1893 - 18 maggio 1894 nominato vescovo di Ragusa) (amministratore apostolico)
- Francesco Uccellini † (18 marzo 1895 - 1º giugno 1937 deceduto)
- Pavao Butorac † (5 gennaio 1938 - 25 settembre 1950 nominato vescovo di Ragusa di Dalmazia)
  - Sede vacante (1950-1981)
- Marko Perić † (29 aprile 1981 - 5 giugno 1983 deceduto)
- Ivo Gugić † (22 novembre 1983 - 11 marzo 1996 ritirato)
- Ilija Janjić (11 marzo 1996 - 28 settembre 2019 ritirato)[6]
- Ivan Štironja (22 dicembre 2020 - 31 gennaio 2023 nominato vescovo di Parenzo e Pola)[7]
- Mladen Vukšić, O.F.M., dal 12 settembre 2024

## Statistiche
La diocesi nel 2023 su una popolazione di 97.353 persone contava 6.527 battezzati, corrispondenti al 6,7% del totale.
| anno | popolazione | popolazione | popolazione | presbiteri | presbiteri | presbiteri | presbiteri                | diaconi | religiosi | religiosi | parrocchie |
| anno | battezzati  | totale      | %           | numero     | secolari   | regolari   | battezzati per presbitero | diaconi | uomini    | donne     | parrocchie |
| ---- | ----------- | ----------- | ----------- | ---------- | ---------- | ---------- | ------------------------- | ------- | --------- | --------- | ---------- |
| 1950 | ?           | ?           | ?           | 24         | 20         | 4          | ?                         |         | 2         | 35        | 30         |
| 1970 | ?           | 40.000      | ?           | 23         | 19         | 4          | ?                         |         | 8         | 88        | 21         |
| 1980 | 11.000      | 40.500      | 27,2        | 25         | 22         | 3          | 440                       |         | 4         | 95        | 28         |
| 1990 | 12.550      | 47.600      | 26,4        | 21         | 16         | 5          | 597                       |         | 5         | 20        | 29         |
| 1999 | 10.000      | 90.000      | 11,1        | 124        | 122        | 2          | 80                        |         | 2         | 38        | 28         |
| 2000 | 10.000      | 90.000      | 11,1        | 13         | 11         | 2          | 769                       |         | 2         | 37        | 28         |
| 2001 | 10.000      | 70.000      | 14,3        | 15         | 12         | 3          | 666                       |         | 3         | 37        | 28         |
| 2002 | 10.000      | 50.000      | 20,0        | 15         | 13         | 2          | 666                       |         | 2         | 29        | 28         |
| 2003 | 10.000      | 50.000      | 20,0        | 13         | 11         | 2          | 769                       |         | 2         | 28        | 28         |
| 2004 | 10.000      | 50.000      | 20,0        | 14         | 12         | 2          | 714                       |         | 2         | 34        | 28         |
| 2013 | 10.030      | 111.000     | 9,2         | 16         | 13         | 3          | 626                       |         | 3         | 32        | 25         |
| 2016 | 11.003      | 105.012     | 10,5        | 17         | 13         | 4          | 647                       |         | 4         | 27        | 25         |
| 2019 | 8.300       | 95.000      | 8,7         | 15         | 13         | 2          | 553                       |         | 2         | 25        | 25         |
| 2021 | 8.300       | 95.000      | 8,7         | 13         | 13         |            | 638                       |         |           | 24        | 25         |
| 2023 | 6.527       | 97.353      | 6,7         | 13         | 13         |            | 638                       |         |           | 24        | 25         |